# エアポート/トルネード・チェイサー
『エアポート/トルネード・チェイサー』（原題：Entscheidung in den Wolken、米題：Cloud Chasers）は、2009年のドイツ、オーストリアのテレビ映画。

## キャスト
| 役名       | 俳優                                     | 日本語吹替 |
| ---------- | ---------------------------------------- | ---------- |
| アンドレア | ヴァレリー・ニーハウスde:Valerie Niehaus | 山像かおり |
| グットマン | マックス・ティドフen:Max Tidof           | 小野健一   |
| トム       | ザヴィエ・フッター                       | 郷田ほづみ |
| ゲルト     | ヤン・ソスニオク                         | 岩田安宣   |
| カール     | エルウィン・スタインハウアー             |            |
| バーニー   | マヌエル・ウィッティング                 | 遠藤純一   |

- その他の声の吹き替え：水谷ケイコ／仁古泰／黒澤剛史／かぬか光明／松本佳奈